# Эрл, Холли
Холли Эрл (англ. Holly Earl; род. 31 августа 1992) — британская актриса, наиболее известная своими ролями Елены в телесериале ITV «Всё включено», Ниты Клеменс в медицинской драме «Несчастный случай», а также участием в телесериалах «Доктор Кто» и «Молокососы».

## Карьера
Начала актёрскую карьеру в возрасте четырёх лет, снявшись в роли дочери Робсона Грина в теледраме «Прикосновение зла». Позже она появилась в рождественском телефильме BBC «Самое большое приключение в мире» (1999). В 2002 году актриса дебютировала в кино, снявшись в роли Бейли в фильме «Одержимость». Также снялась в таких известных сериалах как, «Доктор Кто», «Молокососы» и «Ку-ку». В 2012 году дебютировала в театре, сыграв роль Берты в постановке «Отец» в Белградском театре. За эту роль она получила премию «Иэна Чарльсона».

## Личная жизнь
Обучалась в Drayton Manor High School. Имеет старшую сестру Элизабет, которая также является актрисой.

## Фильмография
| Год            | Название                  | Роль               | Примечания                                         | Источники         |
| -------------- | ------------------------- | ------------------ | -------------------------------------------------- | ----------------- |
| 1997-1998      | Прикосновение зла         | Луиза Григан       | 3 эпизода                                          |                   |
| 1999           | Красный карлик            | маленькая Кочански | Эпизод: «Пит: Часть 1»                             |                   |
| 1999           | Тайны Рут Ренделл         | Линдси             | Эпизод: «Озеро Тьмы»                               |                   |
| 1999           | Величайший магазин в мире | Анжелина           | Телефильм                                          |                   |
| 2000           | Мой Герой                 |                    | Эпизод: «Моё геройское рождество»                  |                   |
| 2006           | Дикое сердце              | Джорджия Чапман    | Эпизод: «1.5»                                      |                   |
| 2010           | В ночи                    | Грейс              | Короткометражка                                    |                   |
| 2010-2011      | Несчастный случай         | Нита               | 14 эпизодов                                        | [ 7 ]             |
| 2011           | Доктора                   | Саммер Кэрролл     | Эпизод: «Удушающая любовь»                         |                   |
| 2011           | Доктор Кто                | Лили Аруэлл        | Эпизод: «Доктор, вдова и платяной шкаф»            | [ 7 ] [ 8 ] [ 9 ] |
| 2012           | Молокососы                | Поппи Чампион      | Эпизод: «Алло»                                     |                   |
| 2013           | Отец Браун                | Рут Беннет         | Эпизод: «Выль Дьявола»                             |                   |
| 2014           | Всё включено              | Елена              | 6 сезон, 6 серия                                   |                   |
| 2014           | Закон и порядок: Лондон   | Лиза Гарднер       | Эпизод «В безопасности от ветра»                   |                   |
| 2014           | Мушкетёры                 | Селин              | Эпизод: «Быть мушкетёром не легко»                 |                   |
| 2014           | Красный шатёр             | Молодая Рэйчел     | Эпизод: Часть 1                                    |                   |
| 2012-настоящее | Ку-ку                     | Зоуи               | 1 сезон, серии: 2, 3, 6 2 сезон, серии: 2, 5, 6, 7 |                   |
| 2015           | Ординарная ложь           | Руби Хилл          | 1 сезон, 4 серия                                   | [ 7 ] [ 10 ]      |
| 2016           | Беовульф                  | Кела               | 1 сезон, серии: 5-12                               |                   |
| 2017           | Наша бывшая жена          | Ава                | Пилотный эпизод                                    |                   |
| 2018           | Люди                      | Агнес              | 6 эпизодов                                         |                   |

| Год  | Название                    | Роль           | Примечания |
| ---- | --------------------------- | -------------- | ---------- |
| 2002 | Одержимость                 | Мэй Бейли      |            |
| 2004 | Секретный проход            | Молодая Клара  |            |
| 2013 | Дракула: Принц тьмы         | Эсми           |            |
| 2015 | Королева пустыни            | кузина Флоренс |            |
| 2017 | Ван Гог. С любовью, Винсент | Мусме          | Озвучка    |
| 2018 | Сон в летнюю ночь           | Хермиа         |            |
| 2018 | Однажды в Лондоне           | Эгги Вокс      |            |

| Год  | Название          | Роль         | Примечания |
| ---- | ----------------- | ------------ | ---------- |
| 2019 | Erica             | Эрика Мейсон |            |
| 2020 | League of Legends | Лиллия       |            |